# Примроз (езеро)
Езерото Примроз (на английски: Primrose Lake) е 13-о по големина езеро в провинция Саскачеван. Площта му, заедно с островите в него е 448 км2, която му отрежда 110-о място сред езерата на Канада. Площта само на водното огледало без островите е 444 км2. Надморската височина на водата е 599 м.
Езерото се намира в западната част на провинция Саскачеван, като най-западната му част от 17,7 км2, попада в провинция Албърта. Дължината му от югозапад на североизток е 40 км, а максималната му ширина – 21 км.
Доре има слабо разчленена брегова линия без характерните за повечето канадски езера заливи, протоци, полуострови и острови. Общата площ на островите в него е само 4 км2.
В езерото се вливат множество малки реки. От югоизточната му част изтича река Мартинау, която протича през следващото езеро Колд и след това се влива от ляво в река Бивър, десен приток на река Чърчил.
На югозападното крайбрежие на езерото се намира малко ваканционно селище.